# Orthoraphis
Orthoraphis és un gènere d'arnes de la família Crambidae descrit per George Hampson el 1896.

## Taxonomia
- Orthoraphis metasticta Hampson, 1899
- Orthoraphis obfuscata (Hampson, 1893)
- Orthoraphis paula West, 1931
- Orthoraphis striatalis Hampson, 1916